# Air Lengit
Air Lengit is een bestuurslaag in het regentschap Natuna van de provincie Riouwarchipel, Indonesië. Air Lengit telt 858 inwoners (volkstelling 2010).